# Amaropostia
Amaropostia is een geslacht van schimmels uit de orde Polyporales. De typesoort is Amaropostia stiptica.

## Soorten
Volgens Index Fungorum bestaat het geslacht twee soorten (peildatum december 2021):
| Soortnaam                               | Auteur(s)                              | Publicatiejaar |
| --------------------------------------- | -------------------------------------- | -------------- |
| Amaropostia hainanensis                 | B.K. Cui, L.L. Shen & Y.C. Dai         | 2018           |
| Amaropostia stiptica (Bittere kaaszwam) | (Pers.) B.K. Cui, L.L. Shen & Y.C. Dai | 2018           |